# Seleção Alemã de Futebol Sub-19
A Seleção Alemã de Futebol Sub-19, também conhecida por Alemanha Sub-19, é a seleção Alemã de futebol formada por jogadores com idade inferior a 19 anos.

## Elenco atual
Em 7 de junho de 2016 o técnico Guido Streichsbier convocou a lista de 18 jogadores para a disputa do Campeonato Europeu de Futebol Sub-19 de 2016.
| No. | Pos. | Jogador                | Idade                             | Jogos | Gols | Clube             |
| --- | ---- | ---------------------- | --------------------------------- | ----- | ---- | ----------------- |
| 1   | GR   | Dominik Reimann        | 18 de junho de 1997 (19 anos)     | 3     | 0    | Borussia Dortmund |
| 2   | D    | Phil Neumann           | 8 de julho de 1997 (19 anos)      | 4     | 1    | Schalke 04        |
| 3   | D    | Maximilian Mittelstädt | 18 de março de 1997 (19 anos)     | 5     | 0    | Hertha BSC        |
| 4   | D    | Lukas Boeder           | 18 de abril de 1997 (19 anos)     | 7     | 0    | Bayer Leverkusen  |
| 5   | D    | Benedikt Gimber        | 19 de fevereiro de 1997 (19 anos) | 9     | 0    | 1899 Hoffenheim   |
| 6   | D    | Gino Fechner           | 5 de setembro de 1997 (18 anos)   | 7     | 0    | RB Leipzig        |
| 7   | M    | Suat Serdar            | 11 de abril de 1997 (19 anos)     | 7     | 2    | Mainz 05          |
| 8   | M    | Benjamin Henrichs      | 23 de fevereiro de 1997 (19 anos) | 8     | 1    | Bayer Leverkusen  |
| 9   | A    | Cedric Teuchert        | 14 de janeiro de 1997 (19 anos)   | 2     | 1    | 1. FC Nürnberg    |
| 10  | M    | Max Besuschkow         | 31 de maio de 1997 (19 anos)      | 7     | 3    | VfB Stuttgart     |
| 11  | A    | Philipp Ochs           | 17 de abril de 1997 (19 anos)     | 7     | 2    | 1899 Hoffenheim   |
| 12  | GR   | Florian Müller         | 13 de novembro de 1997 (18 anos)  | 3     | 0    | Mainz 05          |
| 13  | M    | Fabian Reese           | 29 de novembro de 1997 (18 anos)  | 2     | 0    | Schalke 04        |
| 14  | M    | Gökhan Gül             | 17 de julho de 1998 (17 anos)     | 0     | 0    | VfL Bochum        |
| 15  | D    | Jannes Horn            | 6 de fevereiro de 1997 (19 anos)  | 9     | 0    | VfL Wolfsburg     |
| 16  | A    | Janni Serra            | 13 de março de 1998 (18 anos)     | 0     | 0    | Borussia Dortmund |
| 17  | M    | Marvin Mehlem          | 9 de novembro de 1997 (18 anos)   | 5     | 2    | Karlsruher SC     |
| 18  | M    | Amara Conde            | 6 de janeiro de 1997 (19 anos)    | 8     | 1    | VfL Wolfsburg     |

## Títulos
- Campeonato Europeu de Futebol Sub-19: 1965, 1970, 1981, 1986, 2008, 2014